# Ryazhenka
Ryazhenka hoặc ryazhanka (tiếng Ukraina: ряжaнка, tiếng Nga: ряженка)  là sản phẩm sữa lên men truyền thống ở Belarus, Nga và Ukraine. Món được làm từ sữa hấp bằng cách lên men axit lactic.